# Piazza Risorgimento
Piazza Risorgimento è la piazza principale di Avezzano, situata nel centro della città abruzzese. Progettata e realizzata tra gli anni venti e gli anni trenta ha segnato la rinascita della città dopo la distruzione del terremoto della Marsica del 1915. La cattedrale dei Marsi sorge su uno dei due lati corti dominando tutta l'area. Sul lato opposto è collocata la fontana con gli elementi scultorei che rievocano il prosciugamento del lago Fucino e il terremoto del 1915.

## Storia e descrizione

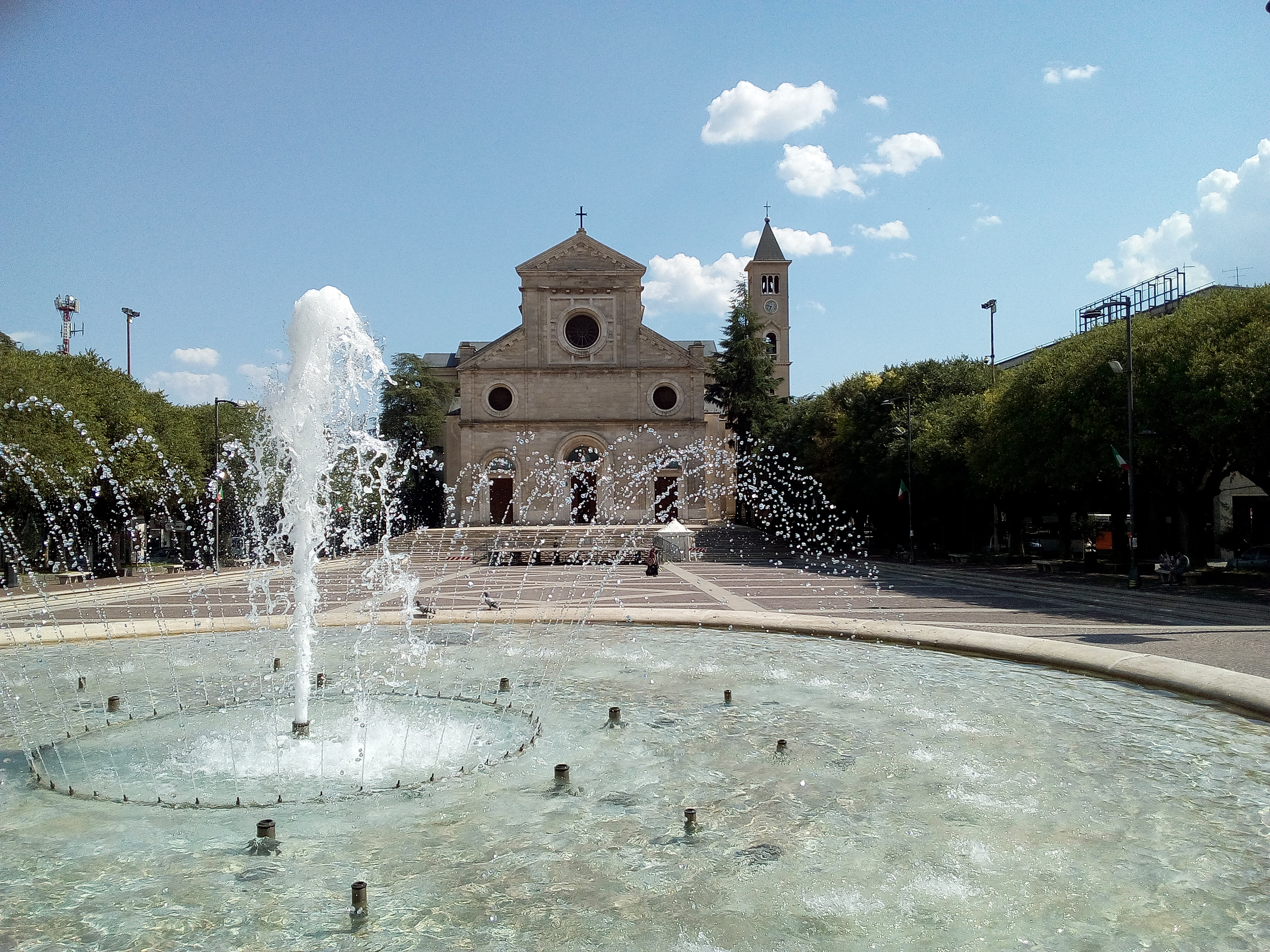
L'originaria fontana a catino

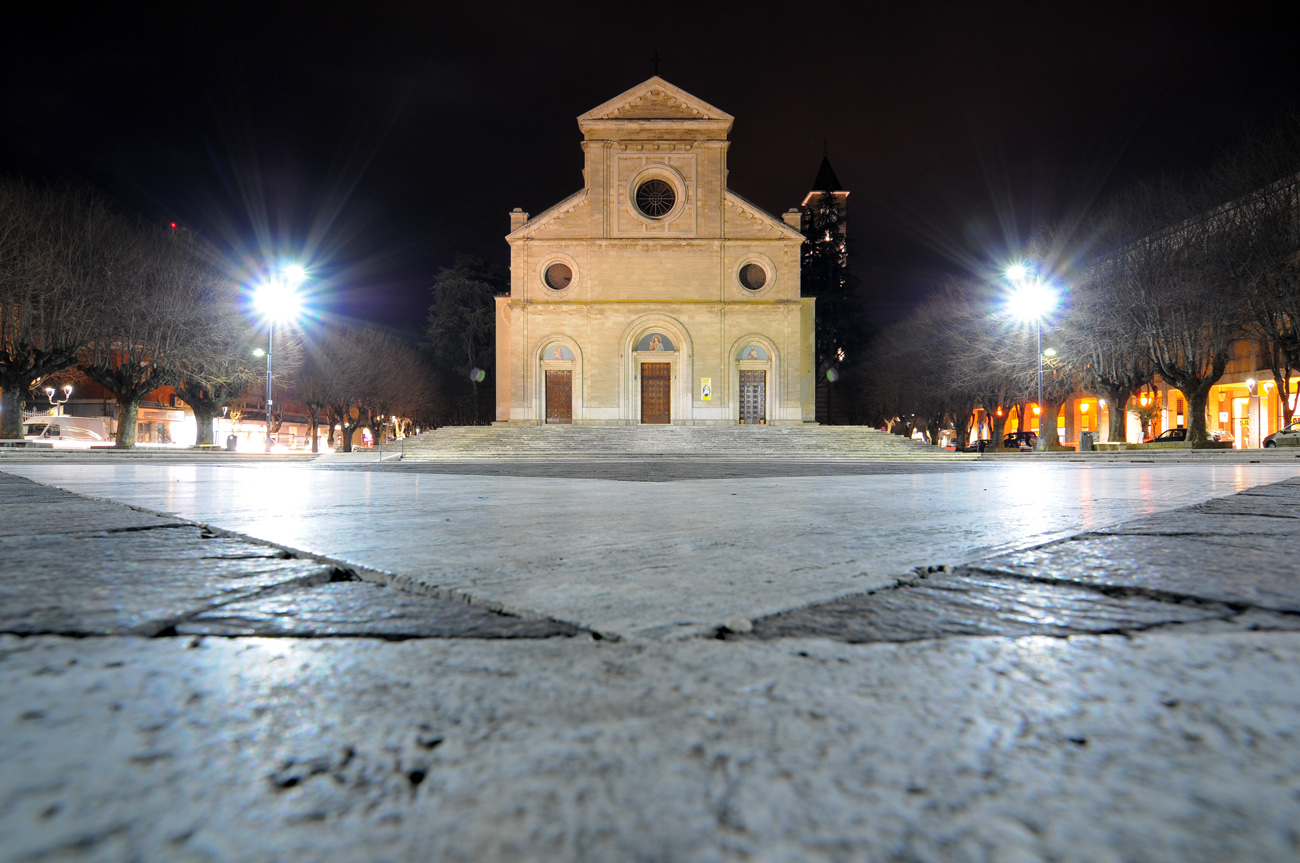
Cattedrale di Avezzano sullo sfondo di piazza Risorgimento

La città di Avezzano quasi completamente distrutta dal terremoto della Marsica del 1915 venne ricostruita a cominciare dai primi anni che hanno seguito la tragedia attorno alla piazza intitolata al Risorgimento. Lo spazio centrale della nuova città, progettato originariamente in forme diverse dall'ingegnere Sebastiano Bultrini, doveva ospitare un grande giardino. La ricostruzione di Avezzano, infatti, prevedeva la realizzazione di uno spazio urbano tipico delle città giardino, caratterizzato da ampi spazi verdi e da strade larghe ed alberate sia nel centro urbano che nelle aree periferiche.
Il piano regolatore del post terremoto redatto nel 1916 dall'ingegnere Bultrini non prevedeva nella piazza centrale l'edificazione della nuova cattedrale della diocesi dei Marsi la cui sede venne ufficialmente spostata da Pescina ad Avezzano nel 1924. La chiesa di ampie dimensioni ed estesa su una pianta rettangolare secondo il progetto successivo del 1920 sarebbe dovuta sorgere invece su un'area laterale e adiacente alla nuova piazza in cui invece era prevista la realizzazione di un giardino urbano la cui progettazione venne affidata nel 1925 dal commissario prefettizio Raffaele Flamingo a Nicodemo Severi, direttore delle ville e dei giardini pubblici di Roma. 

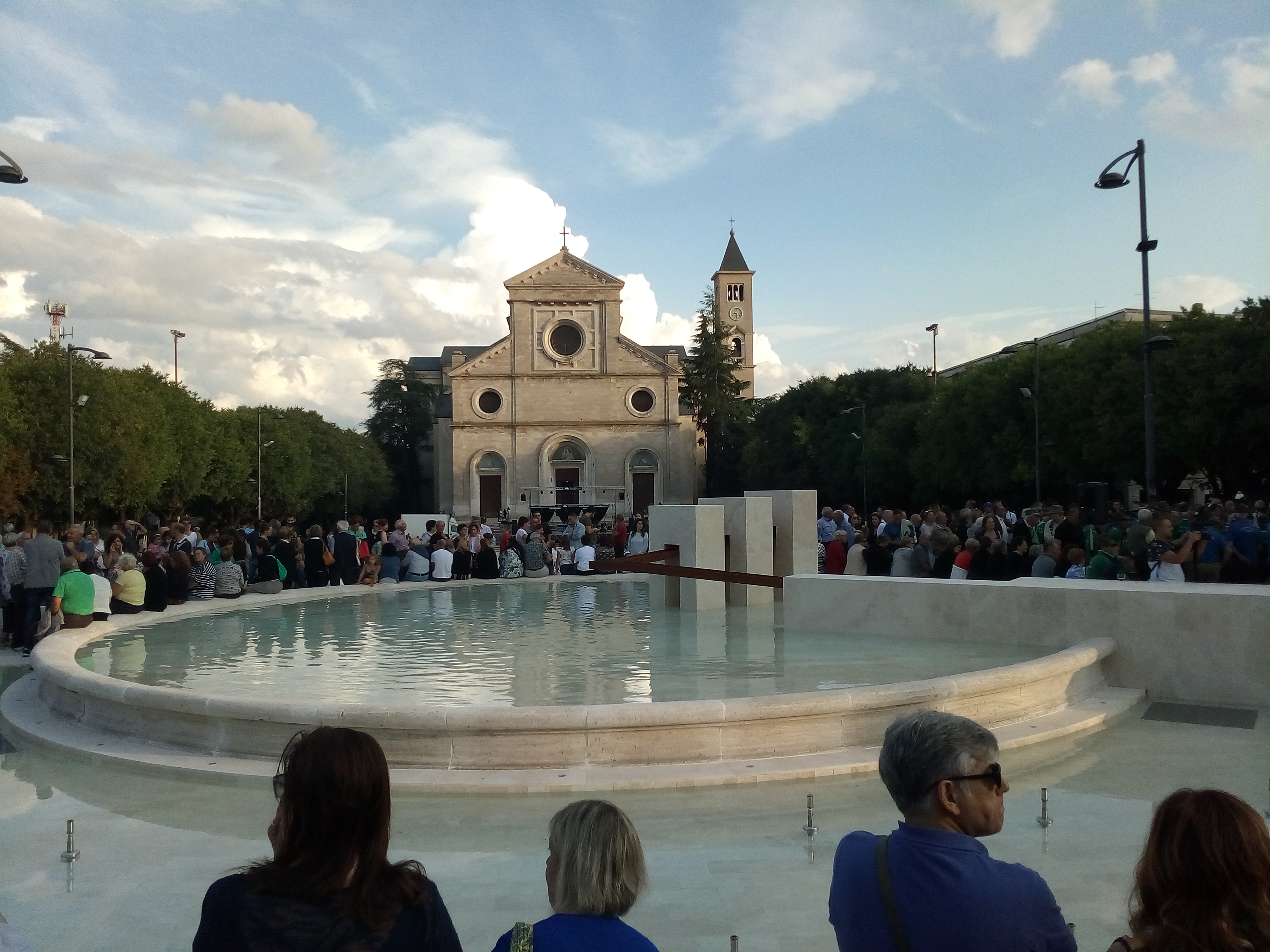
La fontana inaugurata nel 2018

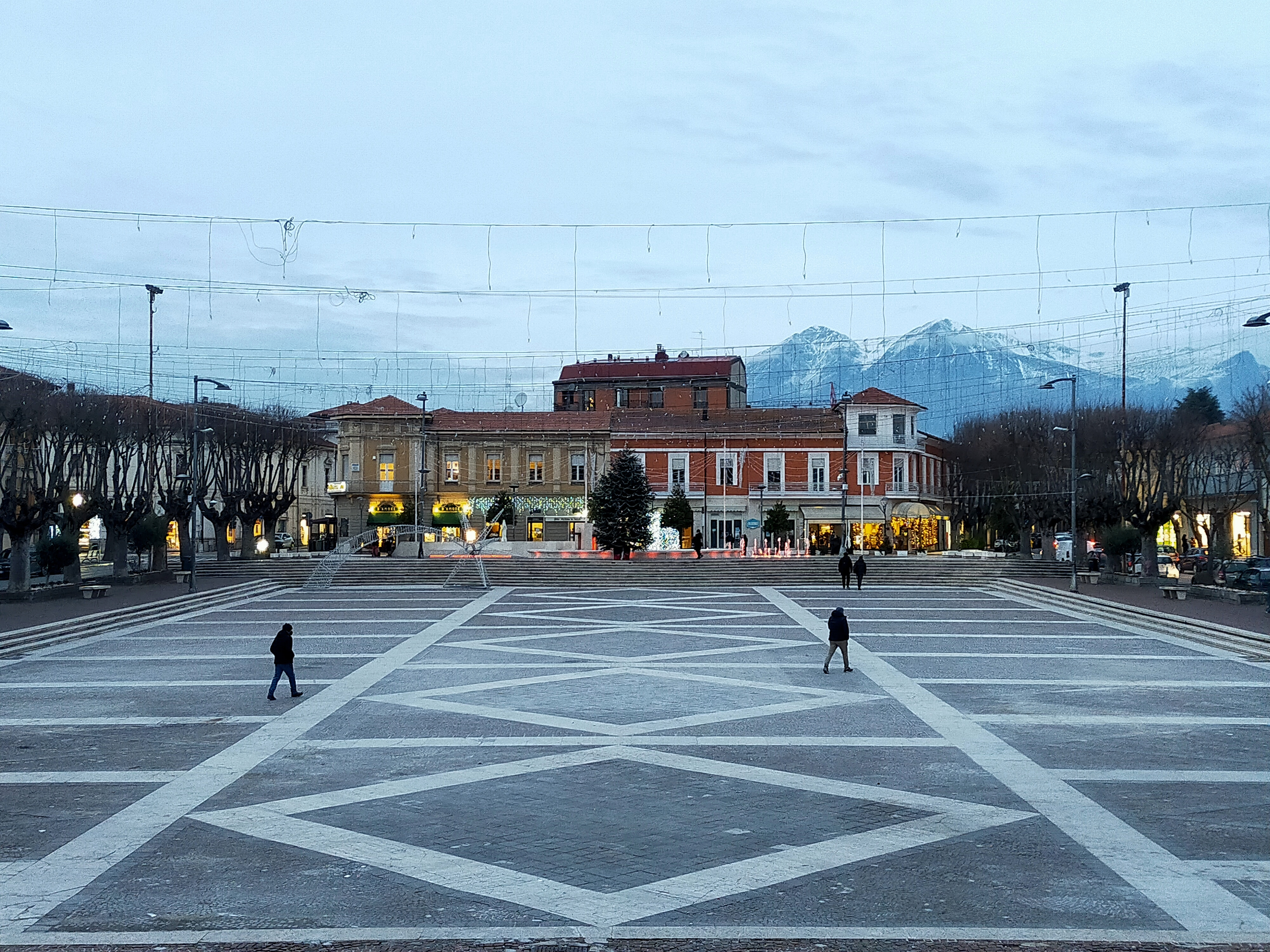
Il prospetto nord

Nel 1930 in seguito a sostanziali modifiche del piano regolatore si decise di realizzare la nuova cattedrale sul lato corto posto a sud della piazza che nel frattempo fu circondata di bagolari. Il 9 febbraio 1931 venne inaugurato alla presenza del Ministro della guerra Pietro Gazzera e dell'onorevole Carlo Delcroix il monumento caratterizzato dalla statua bronzea della Vittoria intitolato Gloria al fante e dedicato ai caduti per la Patria. Realizzata dallo scultore Ermenegildo Luppi, l'opera venne spostata al termine della seconda guerra mondiale in piazza Torlonia in una posizione prossima al nuovo palazzo municipale. La chiesa madre di Avezzano dopo alcune modifiche sostanziali sul progetto originario venne aperta al culto nel 1942.
Durante la seconda guerra mondiale la piazza subì gravi danni a causa dei bombardamenti aerei anglo-americani. Tra il 1946 e il 1949 vennero presentati altri due progetti per la definitiva sistemazione della piazza firmati dagli ingegneri Renato Rosa ed Armando Ronca. Tuttavia il progetto definitivo del 1949 portò la firma dell'ingegnere del Genio civile, Giuseppe Mazzocca. Piazza Risorgimento fu dotata di una semplice fontana circolare a catino, mentre nella parte centrale la pavimentazione dalle linee geometrie doveva richiamare il nuovo sistema stradale cittadino e l'ordine geometrico dei campi coltivati del Fucino. Sul lato di via Marconi la piazza venne affiancata dalla palazzina dell'INAIL dotata di portici. 

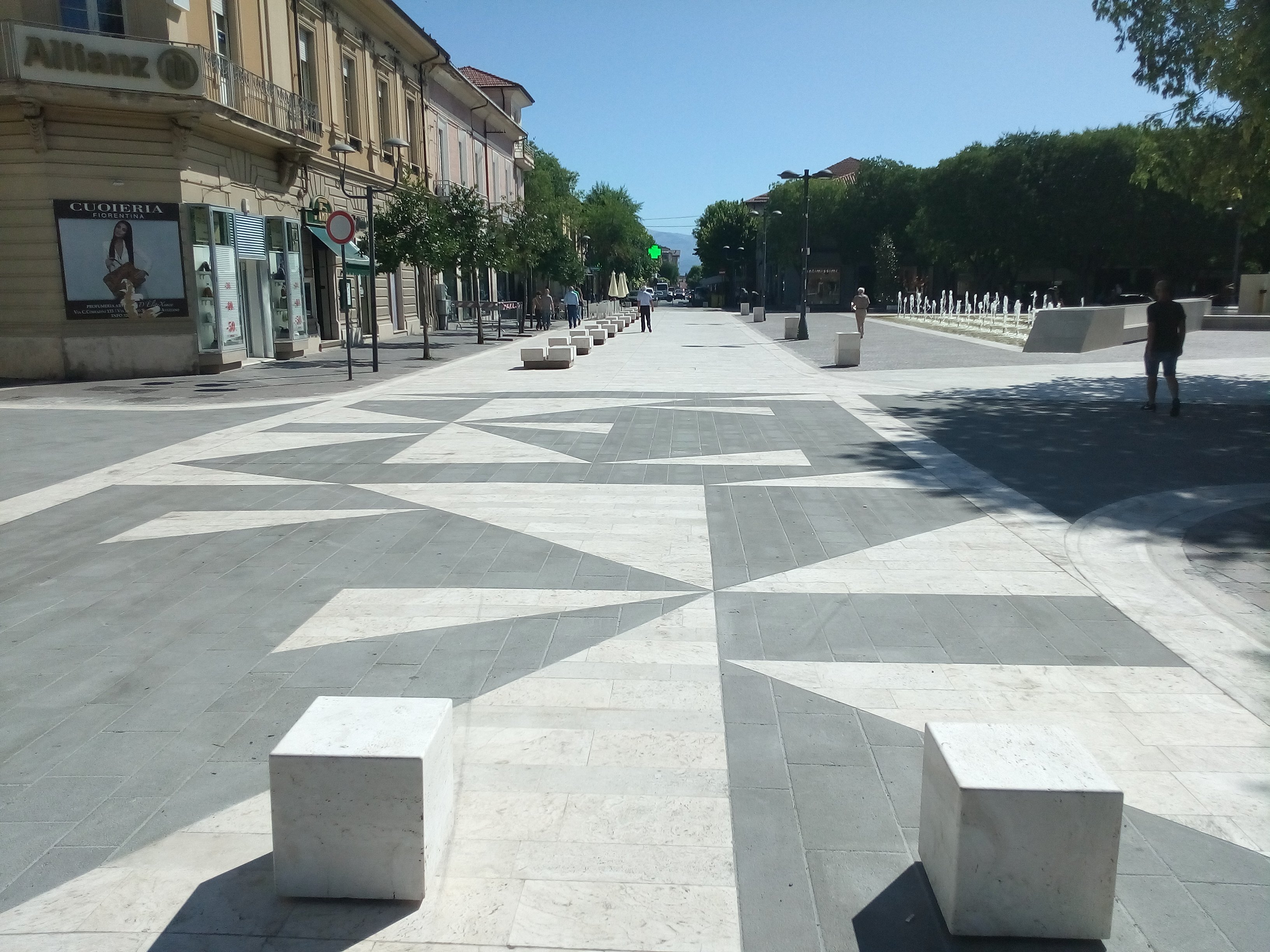
L'area pedonale

Fino agli anni settanta in un angolo del lato corto della fontana è stata presente un'edicola per giornali in muratura. La piazza è stata una delle tappe della visita marsicana di papa Giovanni Paolo II avvenuta il 24 marzo del 1985.
Nel 2018 il tratto adiacente di via Corradini è stato pedonalizzato e incluso nella parte superiore della piazza. L'anno successivo si sono conclusi i lavori degli arredi moderni e della nuova pavimentazione progettata dall'ingegnere architetto Giancarlo Gerardo Cardone realizzata in travertino di Rapolano e pietra lavica. Ai due incroci laterali, attraverso l'alternanza delle lastre, è stata raffigurata una versione geometrizzata della chimera, riconosciuta come un simbolo dei Marsi. Il busto bronzeo in memoria di Camillo Corradini inaugurato nel 2013 nella parte superiore della piazza è stato spostato davanti al complesso scolastico Fermi-Corradini.

### La fontana

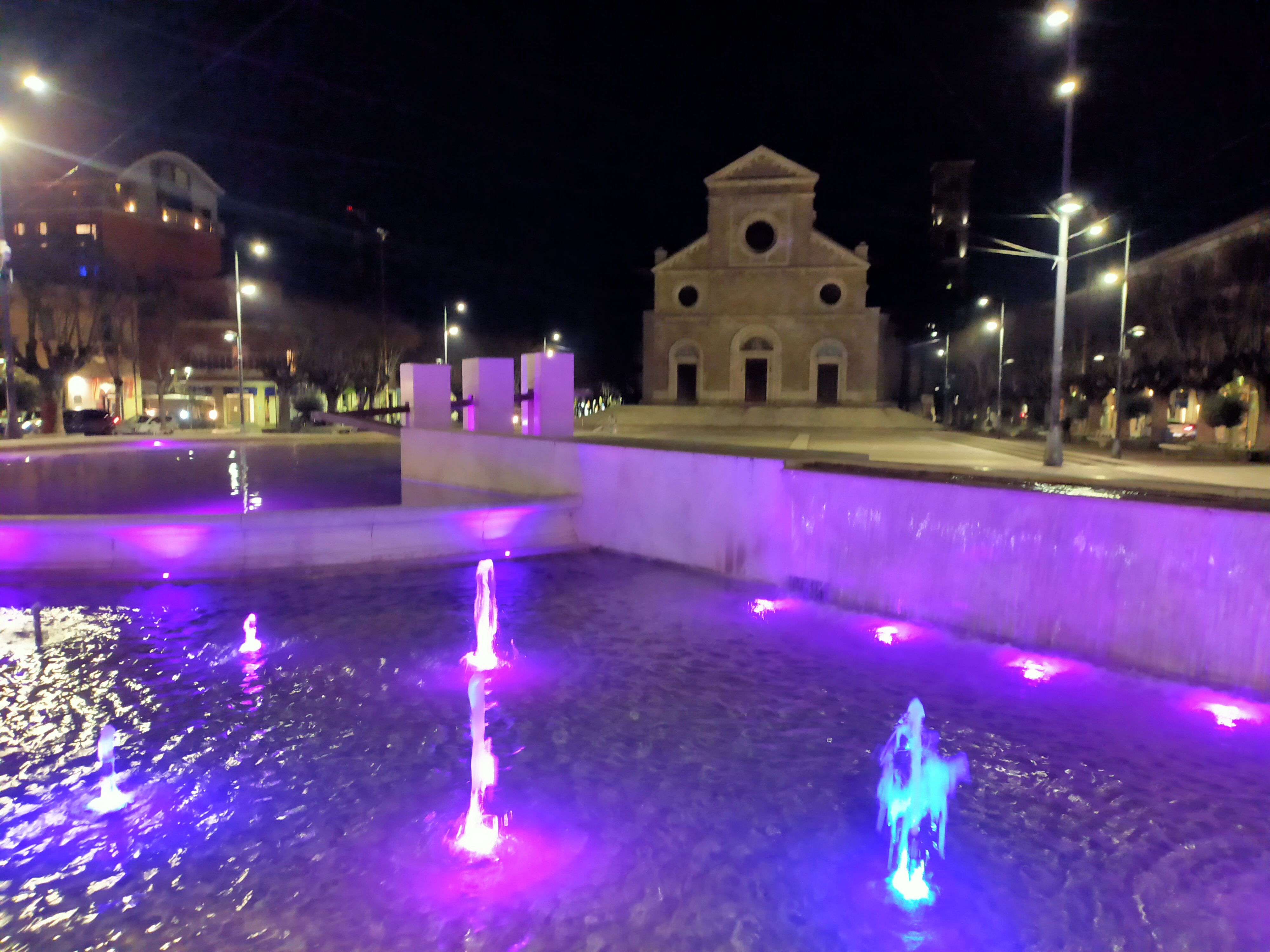
Fontana illuminata di rosa in occasione del Giro d'Italia 2024

La fontana monumentale venne progettata per la prima volta nel 1953 dallo scultore bulgaro Assen Peikov (Asen Peykov, Sofia, 28 giugno 1908 – Roma, 25 settembre 1973) dopo la deliberazione della giunta comunale guidata dal sindaco di Avezzano Angelo Tirabassi. Il progetto prevedeva la realizzazione di un complesso monumentale composto da tre statue nell'atto di sorreggere un disco oppure una conchiglia. Tuttavia per varie motivazioni l'opera venne realizzata momentaneamente a catino, in una forma semplificata rispetto al più complesso progetto iniziale.
Nel 1965 la fontana venne trasformata in giardino-calendario per tornare alcuni anni dopo alle forme e alle funzioni originali.
Nel 2018 hanno avuto inizio i lavori di completamento della fontana monumentale su progetto dell'ingegnere architetto Giancarlo Gerardo Cardone, vincitore di un concorso di idee finanziato dalla fondazione Carispaq.
L'opera inaugurata il 6 settembre 2018 alla presenza della vicepresidente della Camera dei deputati Mara Carfagna si caratterizza per un ampliamento della vasca che occupa due livelli. Il primo svasato sulla linea del pavimento è il più ampio ed è dotato di giochi d'acqua e di luci; l'altro, in posizione centrale, corrisponde alla fontana a catino preesistente in cui sono inclusi tre blocchi di marmo verticali che tramite delle canale in alluminio verniciato con effetto acciaio COR-TEN trasportano l'acqua nella vasca inferiore rappresentando il sistema degli immissari e il prosciugamento del lago Fucino. Gli elementi marmorei orizzontali, collocati nella vasca a catino, rappresentano le lancette di un orologio fermo all'ora in cui avvenne il terremoto della Marsica del 1915.